# Cândido Rodrigues
Cândido Rodrigues is een gemeente in de Braziliaanse deelstaat São Paulo. De gemeente telt 2.770 inwoners (schatting 2009).